# 米塞
米塞（法語：Missé，法語發音：[mise]）是法国德塞夫勒省的一个旧市镇，属于布雷叙尔区。2019年，米塞临近的2个市镇并入市镇图阿尔。

## 地理
米塞（46°57'8"N, 0°11'5"W）面积12.34 平方千米，位于法国新阿基坦大区德塞夫勒省，该省份为法国西部内陆省份，北起曼恩-卢瓦尔省，西接旺代省，南至夏朗德省和滨海夏朗德省，东临维埃纳省。
与米塞接壤的市镇（或旧市镇、城区）包括：圖阿爾、吕宰、圣让德图阿尔、圣莱热德蒙布兰、泰泽-莫莱。

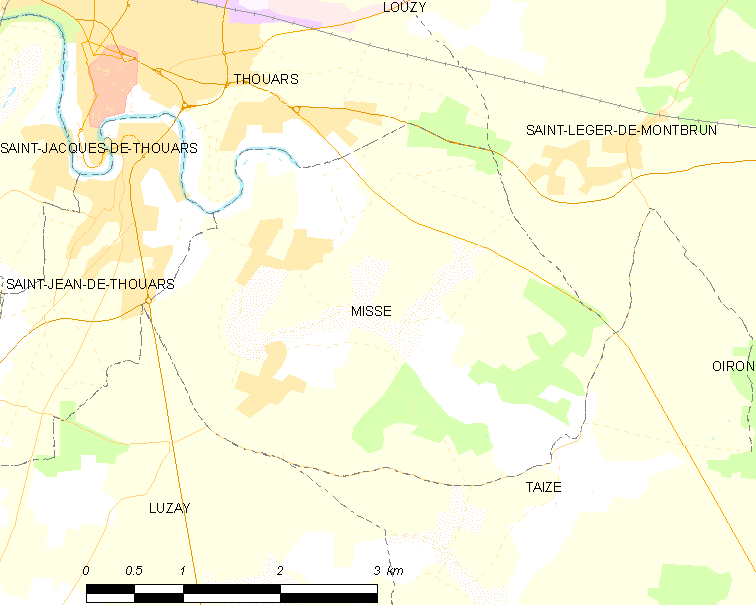
米塞的OSM定位图

米塞的时区为UTC+01:00、UTC+02:00（夏令时）。

## 行政
米塞的邮政编码为79100，INSEE市镇编码为79178。

## 政治
米塞所属的省级选区为图阿尔县。

## 人口

1962-2008年间米塞人口变化图示

米塞于2018年1月1日时的人口数量为820人。